# Krista Siegfrids
Kristin « Krista » Siegfrids, née en 1985 à Kaskinen en Finlande, est une chanteuse finlandaise.

## Biographie

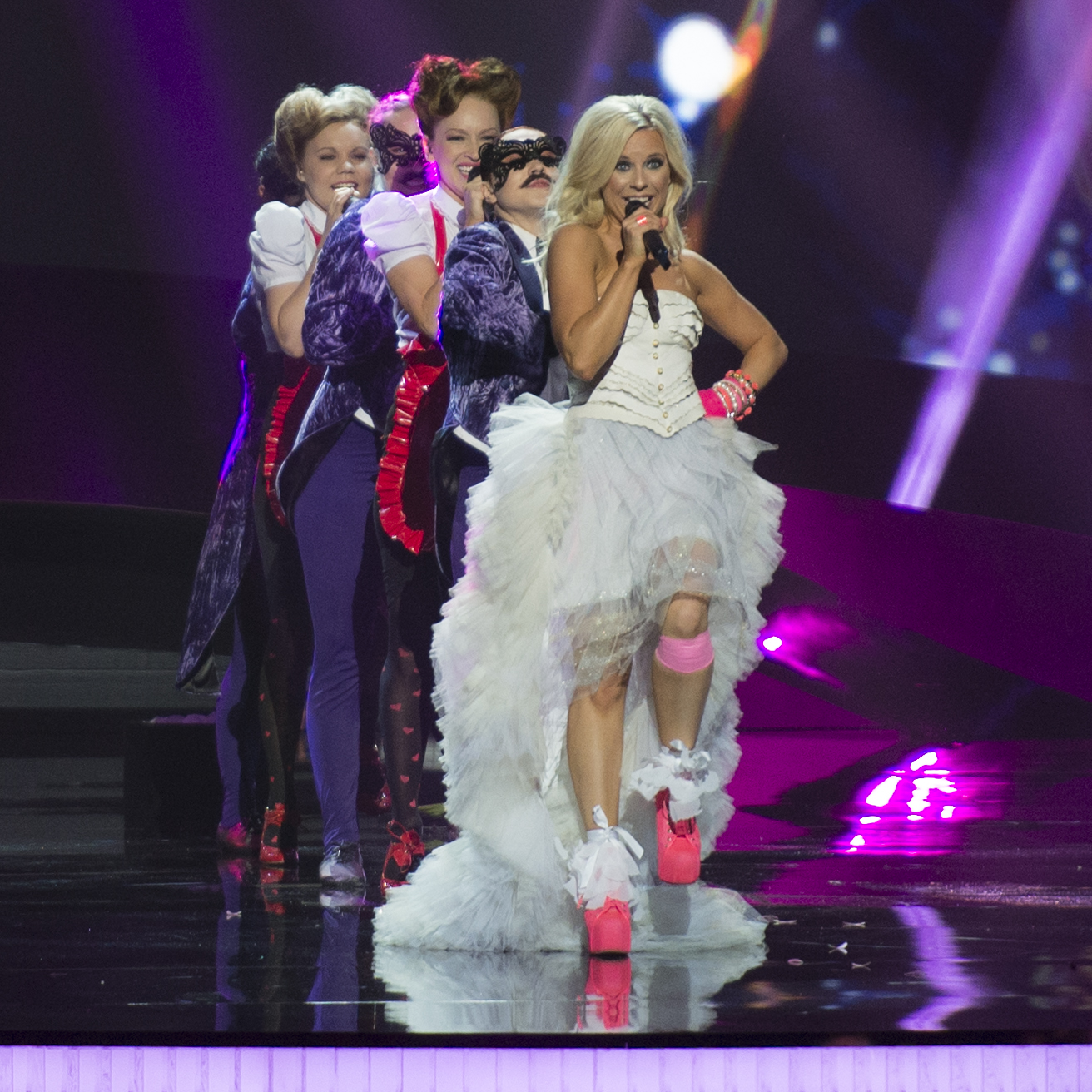
Krista Siegfrieds pendant sa performance au Concours Eurovision de la chanson 2013

Krista s'est fait connaître pour avoir participé à la première saison du The Voice finlandais, en 2011, mais elle fut éliminée en demi-finale.
En 2013 elle est l'une des trois jurés de la version Junior du concours The Voice en Finlande. Elle a acquis une notoriété grâce au programme.
Elle a trois frères et sœurs. Sa langue maternelle est le suédois, bien qu'elle parle couramment le finnois et l'anglais. Le 9 février 2013, elle est choisie pour représenter la Finlande au Concours Eurovision de la chanson 2013 à Malmö, en Suède avec la chanson Marry me (Épouse-moi). Elle finit avant-dernière en finale.
Sa performance a fait parler d'elle surtout en Russie où elle a suscité la polémique à cause de son baiser lesbien.
À la suite de sa participation à l'Eurovision, elle lance son album Ding Dong. En 2014, elle sort son single Cinderella.
En mai 2015, elle est la porte-parole finlandaise annonçant les points de son pays au Concours Eurovision de la chanson 2015.
Depuis 2016, Krista Siegfrids présente l'Uuden Musiikin Kilpailu 2016, l'émission permettant de choisir le représentant finnois pour participer au Concours Eurovision de la chanson. Dans le même temps, elle participe en tant qu'interprète au Melodifestivalen 2016 qui sélectionne le représentant suédois toujours pour l'Eurovision. Elle termine 5e de sa demi-finale avec la chanson Faller, ne se qualifiant pas pour la finale. En septembre 2016, elle signe un contrat avec Universal Music Sweden et Stereoscope Scandinavia.
Elle participe à nouveau au Melodifestivalen 2017 avec la chanson Snurra min jord mais ne parvient pas à se qualifier.

### Vie privée
De 2017 à 2019, Krista Siegfrids a été mariée au présentateur de radio finlandais Janne Grönroos.
Depuis 2020, elle vit à Amsterdam aux Pays-bas, avec son compagnon néerlandais Rutger van Nes. Ensemble, ils ont une fille prénommée Lizzy, née en novembre 2020.

## Discographie

### Singles
- Marry Me (2013)
- Amen! (2013)
- Can You See Me? (2013)
- More Is More (2013)
- Cinderella (2014)
- On & Off (2015)
- Better On My Own (2015)
- Faller (2016)
- Be Real (2016)
- Snurra Min Jord (2017)
- Let it Burn (2019)

### Album
- Ding Dong (2013)